# Истли
Истли (енгл. Eastleigh) је град у Уједињеном Краљевству у Енглеској. Према процени из 2007. у граду је живело 54.868 становника.

## Становништво
Према процени, у граду је 2008. живело 54.868 становника.
| 1981.  | 1991.  | 2001.  |
| ------ | ------ | ------ |
| 58,585 | 49,934 | 52,894 |